# Moritz Stifter
 (septembre 2023).
Pour les articles homonymes, voir Stifter.
Moritz Stifter (né le 19 septembre 1857 à Krumau, mort le 23 mai 1905 à Mauer-Öhling) est un peintre autrichien.

## Biographie

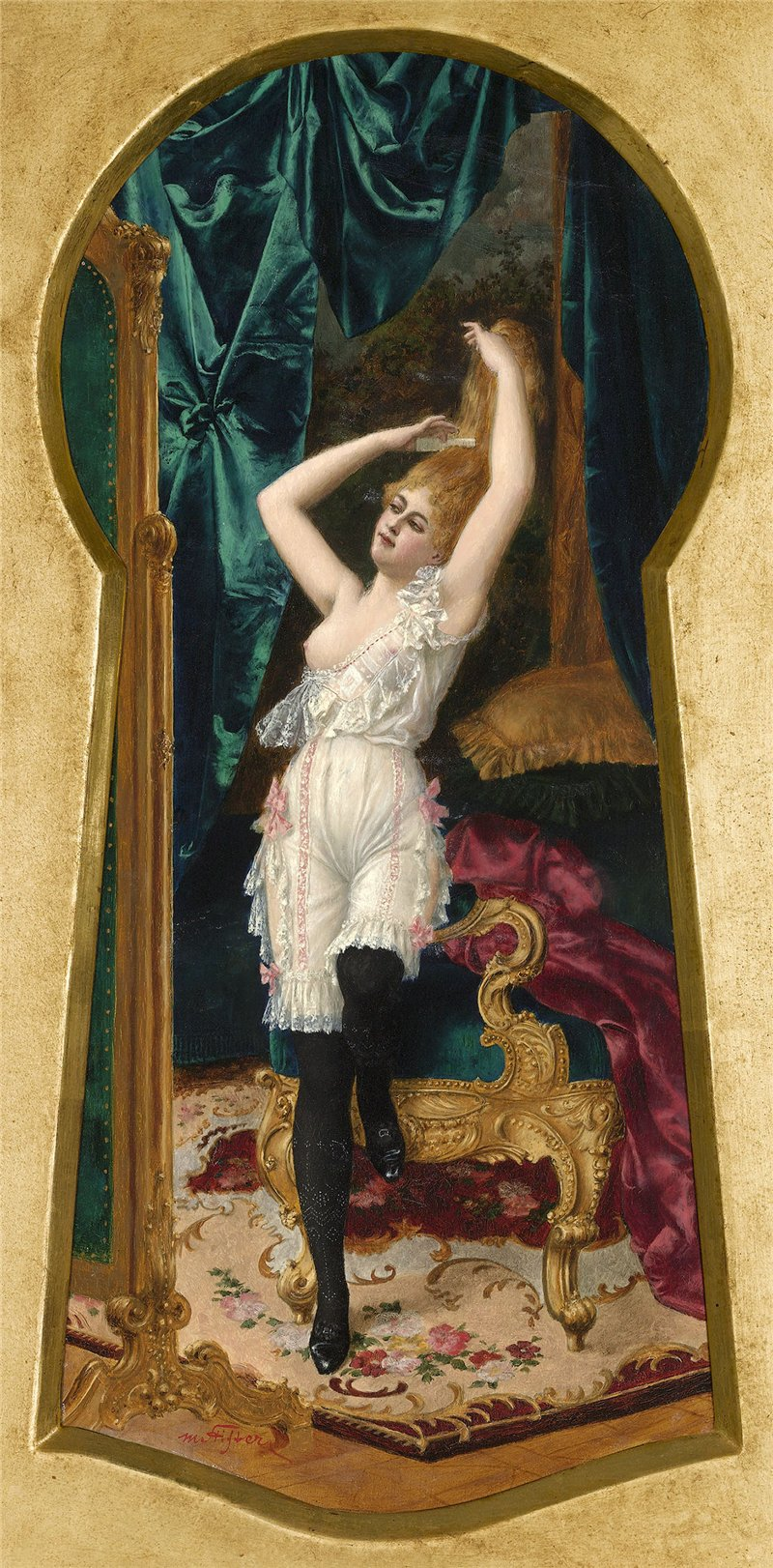
À travers le trou de la serrure

Moritz Stifter est le neveu de l'écrivain et peintre Adalbert Stifter (1805-1868).
Fils d'ingénieur, Moritz Stifter choisit d'abord une carrière d'officier puis étudie la peinture dans la classe d'antiquités de l'académie des beaux-arts de Munich auprès de Karl von Piloty à partir du 21 octobre 1882. Lors de son inscription, Stifter déclare qu'il vient de Krumau.
À partir de 1899, il vit et travaille dans son atelier à Haag près de Neulengbach, en Basse-Autriche. Moritz Stifter peint presque exclusivement de belles femmes dans des poses séduisantes, souvent dans un milieu oriental.